# José Gulino
José Gulino, né le 11 août 1949 à Tunis, a été directeur du Conseil général du Pas-de-Calais et des services de la communauté de Lens-Liévin. Il fut grand maître du Grand Orient de France, de septembre 2012 à septembre 2013. Il exerça également deux mandats au conseil de l’ordre de l'obédience nationale.

## Biographie
Il est né en 1949 à Tunis de parents siciliens. Il est marié, père de deux enfants et cinq fois grand-père. 
Il est ingénieur des travaux publics de l’État et il a travaillé notamment huit années à la Direction départementale de l' Equipement du Pas-de-Calais à Arras. Il sera ensuite affecté, durant vingt-cinq ans, dans les services du Conseil général du Pas-de-Calais (CG62), dont vingt ans comme directeur général adjoint chargé des services techniques.
En juin 2011, il devient directeur général des services de la communaupole de Lens-Liévin. En août 2012, à la suite de son élection à la tête du Grand Orient de France, il démissionne de ses fonctions professionnelles et fait valoir ses droits à la retraite.
Il a néanmoins gardé sa fonction de président du conseil de surveillance de l’association PACT du Pas-de-Calais dont l’une des missions est l’insertion par le logement.

## Parcours au sein du Grand Orient de France
Il est initié en 1982 dans la loge « Tolérance et Liberté » à Cambrai. Quelques années plus tard, il participe à la création de la loge « Villard de Honnecourt ». 
De 1997 à 2002, il est membre de la « commission conventuelle du budget ». De 2006 à 2009 et de 2010 à 2013, il est  membre du conseil de l’ordre du Grand Orient de France. Il a également été président de la société immobilière de l'obédience qui est la Société Grand Orient de France Immobilier (Sogofim). Celle-ci, créée en 1957, administre aujourd'hui un patrimoine de 19,70 millions d’euros.
Le 30 août 2012, lors du convent de Nice, il est élu grand maître du Grand Orient de France (34 votants : 31 voix favorables, 3 bulletins blancs). Il est le seul candidat à la succession de Guy Arcizet, sortant, dont il fut le grand trésorier. L'autre candidat à la fonction, Pierre-Hubert Gouttière, s' est  retiré une semaine avant le vote. Ce dernier, avocat au barreau de Paris, sera néanmoins nommé conseiller personnel chargé des questions juridiques. Élu en 2010 pour un second mandat au sein du conseil de l’ordre et selon les règles de limitation de temps et de mandats au sein de cette structure, il  ne peut demeurer grand maître qu’un an. C'est Daniel Keller qui lui succède.

## Prises de positions
Lors de son élection comme grand maître, il affirme être « socialiste depuis 30 ans ». Il confirmera un mois plus tard au journal périodique l'Express qu'il est « membre du PS depuis trente ans ». Lors de la présentation de ses chantiers pour le G.O.D.F en août 2012, il indique être « à titre personnel, complètement favorable au mariage homosexuel ».
Son mandat à la présidence du Grand Orient de France fut également marqué par l'affaire de Jérôme Cahuzac, ex-ministre du budget mis en examen pour blanchiment de fraude fiscale et membre du GODF depuis 1996. À la suite des déclarations de J.Cahuzac le 2 avril 2013, José Gulino convoque le 5 avril 2013, le Conseil de l’ordre du GODF. Lors de cette réunion exceptionnelle, il est décidé à l’unanimité de saisir la Chambre Suprême de Justice Maçonnique (CSJM) d’une demande de suspension de J. Cahuzac. Un communiqué de presse fait suite, dans lequel il précise : « Bien sûr, nous respectons la présomption d'innocence, mais son éventuelle condamnation entraînerait de facto son exclusion de l'obédience. »
Le 18 juillet 2013, à la suite de plusieurs manifestations devant le siège du Grand Orient par des opposants au mariage pour tous réunis par le Printemps français, il saisit le Président de la République, François Hollande « sur la montée de l’antimaçonnisme et des violences d’extrême droite ». Dans sa lettre ouverte, figure une demande de « redynamisation de l’idéal républicain ».